# يوان دي بوير
يوان دي بوير (بالفرنسية: Yoann de Boer)‏ هو لاعب كرة قدم فرنسي في مركز الوسط، ولد في 27 يناير 1982 في مارسيليا في فرنسا. لعب مع إف سي آيندهوفن ودين بوستش وفورتونا سيتارد.

## وصلات خارجية
- يوان دي بوير على موقع قاعدة بيانات كرة القدم.إي يو (الإنجليزية)
- يوان دي بوير على موقع Soccerway.com (الإنجليزية)